# Shinpa
Lo Shinpa (新派? letteralmente "Nuova scuola") è una forma teatrale giapponese di stampo melodrammatico che si sviluppò a cavallo tra la fine del XIX e l'inizio del XX secolo e fece da ponte tra il tradizionale Kabuki e il teatro moderno. Più tardi influenzò anche l'ambiente cinematografico giapponese.

## Il teatro Shinpa
Le origini dello Shinpa possono essere collocate in una forma teatrale a fini propagandistici promossa dai membri del Partito Liberale Sadanori Sudo e Otojirō Kawakami: solitamente gli attori stessi che mettevano in scena le opere erano giovani attivisti politici. È ritenuto dagli studiosi un movimento di transizione fortemente influenzato dalla Restaurazione Meiji, il cui intento primario era la modernizzazione del Paese e il rifiuto di parte degli antichi valori in favore di quelli occidentali per soddisfare le esigenze di cambiamento della classe media. Il fine era di rendere il Giappone, reduce da un lungo periodo di isolamento auto-imposto, uno Stato nuovamente competitivo a livello economico, tecnologico e militare. Questo desiderio di far propri gli schemi occidentali agì di conseguenza anche sui movimenti artistici nipponici, tra cui il teatro.
Alcune delle innovazioni portate dallo Shinpa furono la riduzione della durata degli spettacoli, l'occasionale reintroduzione di attrici donne sul palco (precedentemente anche i ruoli femminili venivano interpretati da uomini), la cessazione del monopolio della vendita dei biglietti prima riservato ai Kissaten (case del tè), l'uso di eventi contemporanei di stampo patriottico come soggetto delle opere e i frequenti riadattamenti dei classici occidentali, come i testi di Shakespeare.
Tale tipologia teatrale si guadagnò il nome "Shinpa", in contrasto con kyūha ("vecchia scuola" o Kabuki) grazie ai contenuti più realistici e attuali. Con il successo della troupe Seibidan, esso finì tuttavia col somigliare più al Kabuki che al successivo Shingeki a causa del continuo uso della onnagata e della musica dietro le quinte. Come forma teatrale, raggiunse l'apice del suo successo nei primi anni del '900 grazie al riadattamento teatrale dei racconti di Kyōka Izumi, Kōyō Ozaki e Roka Tokutomi.
Il teatro Shinpa ebbe anche influenze sul teatro moderno coreano Shinp'a e sullo Huaju cinese.

## Shinpa e cinema
Alcuni attori Shinpa, come Masao Inoue, erano molto attivi anche in ambiente cinematografico, e per questo motivo nacque un nuovo tipo di rappresentazione, chiamato Rensageki, in cui elementi del cinema e del teatro andavano a fondersi. A partire dal 1920, con il diffondersi di nuovi movimenti nel mondo del cinema giapponese, i quali criticavano fortemente lo Shinpa per le caratteristiche narrazioni melodrammatiche incentrate sulla sofferenza causata alle donne dalle restrizioni di classe e dai pregiudizi sociali, i film incentrati su soggetti contemporanei vennero chiamati Gendaigeki in opposizione a quelli Jidaigeki, ma in ogni caso continuarono ad essere prodotte storie di stampo Shinpa ancora per decenni. A livello teatrale, con la fine dell'era Taishō il genere perse notorietà, ma abili drammaturghi come Matsutarō Kawaguchi o attrici come Yaeko Mizutani contribuirono a farlo sopravvivere.